# Santana dos Montes
Santana dos Montes este un oraș în Minas Gerais (MG), Brazilia.